# 前227年
| 千纪： | 前1千纪 |
| 世纪： | 前4世纪 \| 前3世纪 \| 前2世纪                                                                                         |
| 年代： | 前250年代 \| 前240年代 \| 前230年代 \| 前220年代 \| 前210年代 \| 前200年代 \| 前190年代                               |
| 年份： | 前232年 \| 前231年 \| 前230年 \| 前229年 \| 前228年 \| 前227年 \| 前226年 \| 前225年 \| 前224年 \| 前223年 \| 前222年 |
| 纪年： | 秦王政二十年；齐王建三十八年；楚王负刍元年；代王嘉元年；魏王假元年；燕王喜二十八年；衛君角十五年                      |

## 大事记
- 燕国太子丹派刺客荆轲出使秦国刺杀秦王政失败。
- 秦王政於是大怒，派更多的军队到赵国，跟随王翦讨伐燕国，與燕国、代国军队戰於易水之西，大破之。
- 羅馬帝國把西西里島作為一省，是羅馬設置行省之始。

## 逝世
- 刺客荆轲及其13岁的助手秦舞阳。